# Tupolev Tu-160
Tupolev Tu-160 (russisk: Туполев Ту-160, med NATO-rapporteringsnavnet Blackjack, er et russisk supersonisk strategisk bombefly med variabel pilgeometri. Tu-160 blev udviklet i 1970'erne i Sovjetunionen af Tupolev designbureau. Tu-160 er det største og tungeste supersoniske fly nogensinde, der kan flyve hurtigere end mach 2 og er i længde kun overgået af det amerikanske eksperimentale strategiske bombefly XB-70 Valkyrie.
Tu-160 blev taget i tjeneste i 1987 og var da det største bombefly udviklet af Sovjetunionen. I 2016 havde det russiske luftvåben 16 fly i tjeneste. Flyet har siden 2000'erne løbende gennemgået opgraderinger af sine elektroniske systemer. I 2014 iværksatte Rusland et opgraderingsprogram af flyet til version Tu-160M baseret på de eksisterende fly, ligesom Rusland har iværksat et større program med bygning af nye fly. hvoraf de første havde deres testflyvninger i januar 2022.
Flyet blev oprindeligt udviklet som modsvar til det amerikanske bombefly B-1 Lancer, men har en delvist anden rolle, idet Tu-160's primære funktion er at affyre krydsermissiler og missiler på stor afstand af det endelige mål.

## Tu-160 nær dansk luftrum
Et par af flyene var to gange i slutningen af 2007 tæt på dansk område i Nordsøen og blev da afvist af F-16-fly fra Flyvestation Skrydstrup, sammen med norske og britiske jagerfly.
Et fly af typen var tæt på dansk område den 12. september 2015.